# Ferrovia del Moncenisio
La ferrovia del Moncenisio (in francese Chemin de Fer du Mont-Cenis), chiamata anche "ferrovia Fell" dal nome del costruttore John Barraclough Fell, fu una ferrovia costruita per collegare Italia e Francia tramite il valico sul Moncenisio e completare una linea multimodale che collegasse Londra ai possedimenti in India: Valigia delle Indie. Sebbene nel 1857 fossero iniziati i lavori di costruzione del traforo ferroviario del Frejus, gli inglesi non reputarono fosse possibile il completamento dell'opera. Rimase in esercizio fra il 1868 e il 1871 a cura della società britannica Mont Cenis Railway Company.

## Storia
La Mont Cenis Railway Company venne fondata il 7 febbraio 1866, con capitale diviso in 12 500 azioni del valore di una sterlina ciascuna; la società fu quotata alla Borsa di Londra. I presidenti erano George Leveson-Gower e James Hudson e fra i soci era presente lo stesso Fell.

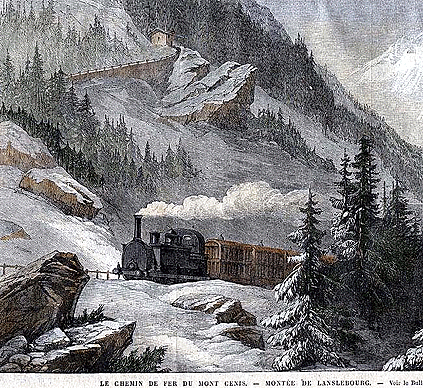
La ferrovia del Moncenisio

Nello stesso periodo venne presentato il progetto definitivo della ferrovia ai governi italiano e francese; Fell inoltre si recò sul lato francese con l'incarico di Managing Director at the Mont Cenis (Consigliere delegato al Moncenisio), mentre sul lato italiano il controllo dei lavori venne affidato alla società Gianoli & Canova.
Le locomotive vennero disegnate da A. Alexander, ingegnere alla Canada Works di Thomas Brassey e vennero costruite dalle società parigine Ernest Goüin et Cie. e Chevalier, Cheilus & Cie a partire dall'agosto 1866 per essere consegnate nei mesi di febbraio, marzo e aprile del 1867.
All'inizio di settembre del 1866 la ferrovia venne visitata dai soci della Mont Cenis Railway Company Abinger, Brogden and Vallambrosa; alla costruzione lavoravano 2 200 operai, dal versante italiano notarono la scarsità di cavalli a causa della terza guerra d'indipendenza, mentre dal versante francese l'unico problema da superare era quello di massi presenti lungo il tracciato.
L'estate del 1866 era stata fredda e quindi il ghiaccio non si era sciolto come negli anni precedenti: il 25 settembre, dopo alcuni giorni molto piovosi, un affluente del fiume Arc portò molti detriti nel fiume principale dove si formò una diga, creando un serbatoio. Di lì a poco tale diga si ruppe e l'Arc straripò, distruggendo o danneggiando cinquanta nuclei abitati tra Termignon e San Michele di Moriana (Saint-Michel-de-Maurienne), senza compromettere i lavori ferroviari. A inizio dicembre del 1866 la ferrovia era già completata tra Lanslebourg-Mont-Cenis e Susa, quando i lavori vennero fermati a causa dell'inverno.
Nell'incontro dei soci della Mont Cenis Railway Company del 19 febbraio 1867 venne programmato maggio come fine lavori. Il 4 marzo Fell scrisse che si aspettava l'apertura della linea a settembre. Il 4 aprile venne programmato l'arrivo in loco delle sette locomotive, la prima arrivò il 1º maggio, la seconda a giugno.

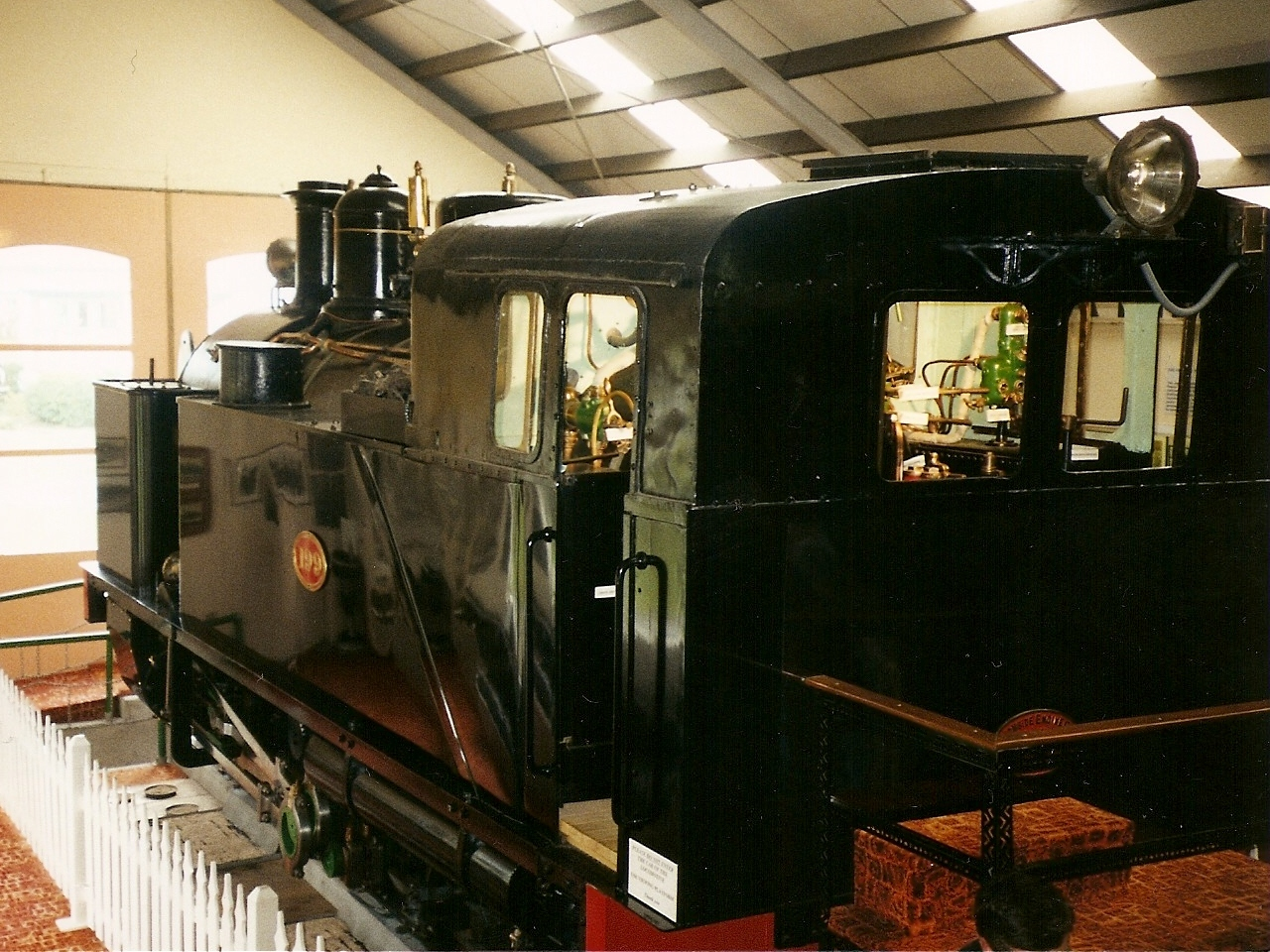
Una locomotiva Fell, simile a quelle in un uso nella ferrovia del Moncenisio

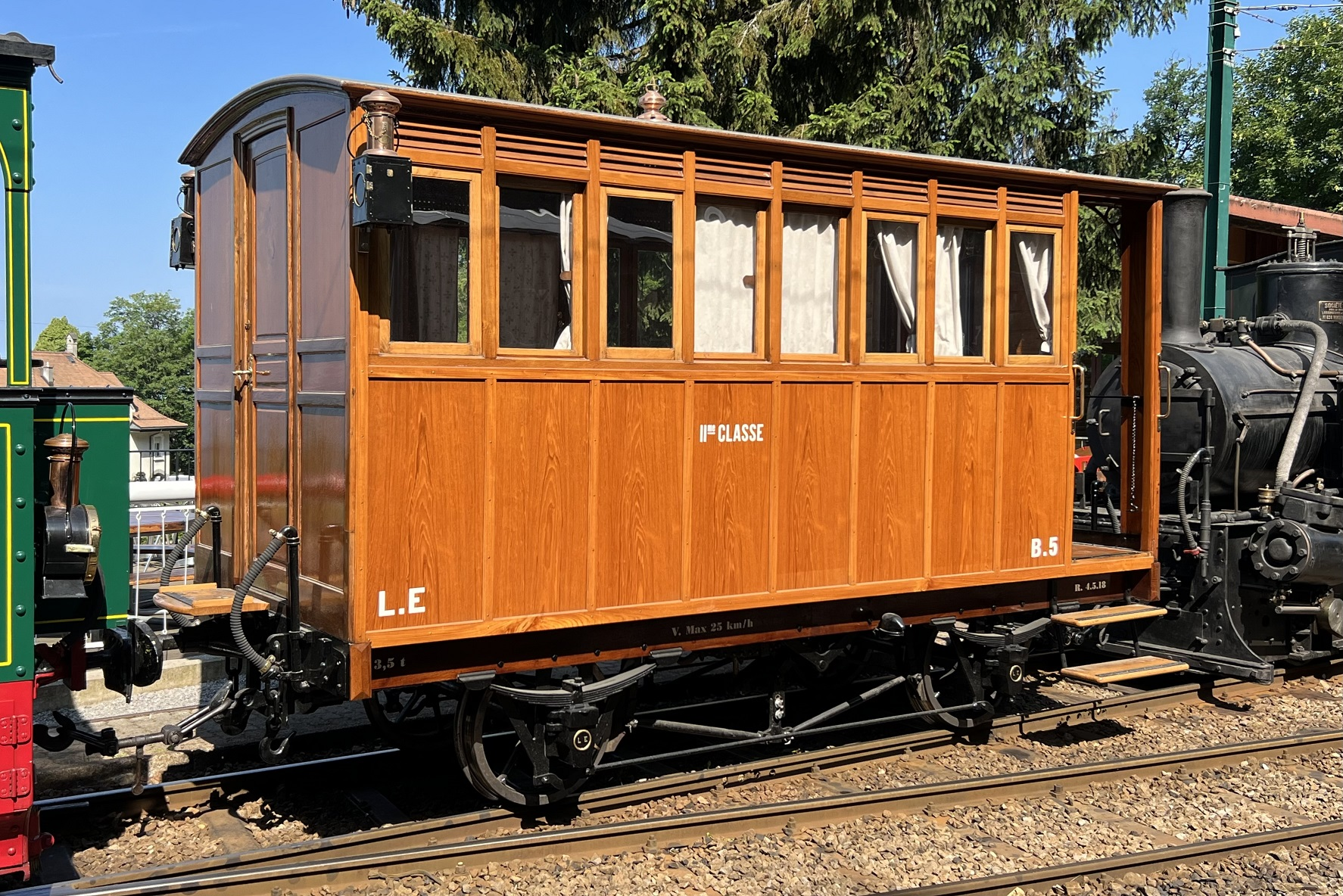
Una carrozza Fell nel museo svizzero di Chamby Chaulin) nel 2023

A metà agosto del 1867 venne ispezionata da Tyler del Board of Trade britannico che aveva precedente ispezionato la costruzione delle locomotive a Parigi. Il 20 settembre la linea venne ispezionata dagli ispettori del governo italiano e francese, che programmarono l'apertura della linea in ottobre; in ottobre venne visitata da Brassey, appaltatore proprietario del Canada Works: il test fu disastroso e l'apertura venne rimandata.

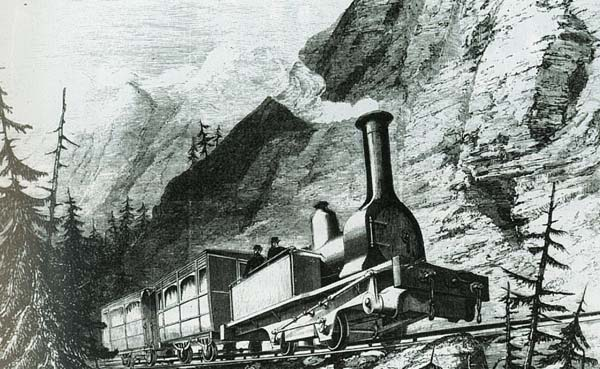
Stampa del 1868, con una locomotiva che si inerpica sulle rampe della linea

Nel novembre 1867 ci fu un altro incontro dei soci della compagnia per superare i test con le locomotive. Nel frattempo ci furono ritardi nella consegna del materiale rotabile: infatti nell'agosto dell'1867 erano presenti sulla linea 2 carrozze su 11 di prima classe, 3 su 5 di seconda classe e 3 su 8 di terza classe. Tutte le carrozze presenti avevano quattro ruote, mentre quelle non presenti avevano sei ruote, modifica voluta da Fell dato che erano più veloci e offrivano minor resistenza.
Nello stesso periodo si riscontrarono alcuni problemi finanziari per la società, anche se i lavori erano quasi ultimati dato che mancava l'ultimo tratto da Modane a San Michele di Moriana e da Molaretto a Susa. La ferrovia entrò in esercizio il 15 giugno 1868 funzionando con alterne vicende fino al 19 settembre 1871, due giorni dopo l'apertura del traforo ferroviario del Frejus.
Il tratto in territorio italiano si estende attualmente per circa 18 km, ma ai tempi dell'esercizio della linea era di 25,590 km in quanto il confine tra Italia e Francia era a quei tempi posto sul colle del Moncenisio.
Della linea sono rimaste solo poche tracce, ma lungo la Strada statale 25 del Moncenisio è ancora possibile vedere i resti di strutture murarie, gallerie e terrapieni.
Nei suoi pochi anni di attività trasportò 100 000 viaggiatori, tra cui l'imperatrice francese Eugenia de Montijo e il Principe di Galles, futuro re Edoardo VII. Dopo la chiusura le gallerie, soprattutto nella zona di Lanslebourg-Mont-Cenis, vennero utilizzate come ghiacciaia e d'estate il ghiaccio veniva trasportato fino a Chambéry e Aix-les-Bains.
Nel breve periodo di utilizzo veniva utilizzata dalla Royal Mail per portare la posta diretta da e verso l'India britannica imbarcandola nel porto di Genova utilizzando la "All-Red Route", anche detta Valigia delle Indie.
Con il completamento del traforo ferroviario del Frejus, la ferrovia venne definitivamente chiusa e smantellata, senza che durante tutto il periodo di utilizzo si fossero verificati incidenti di entità rilevante.
Dopo la soppressione le locomotive e le carrozze vennero riutilizzate in Brasile nella Estrada de Ferro Cantagalo, aperta nel 1873 e chiusa nel 1965, e in Svizzera sulla ferrovia Losanna-Echallens-Bercher.
Lungo i resti delle strutture murarie, gallerie e terrapieni, sono stati affissi lungo il percorso diversi cartelli illustrativi dell'opera.

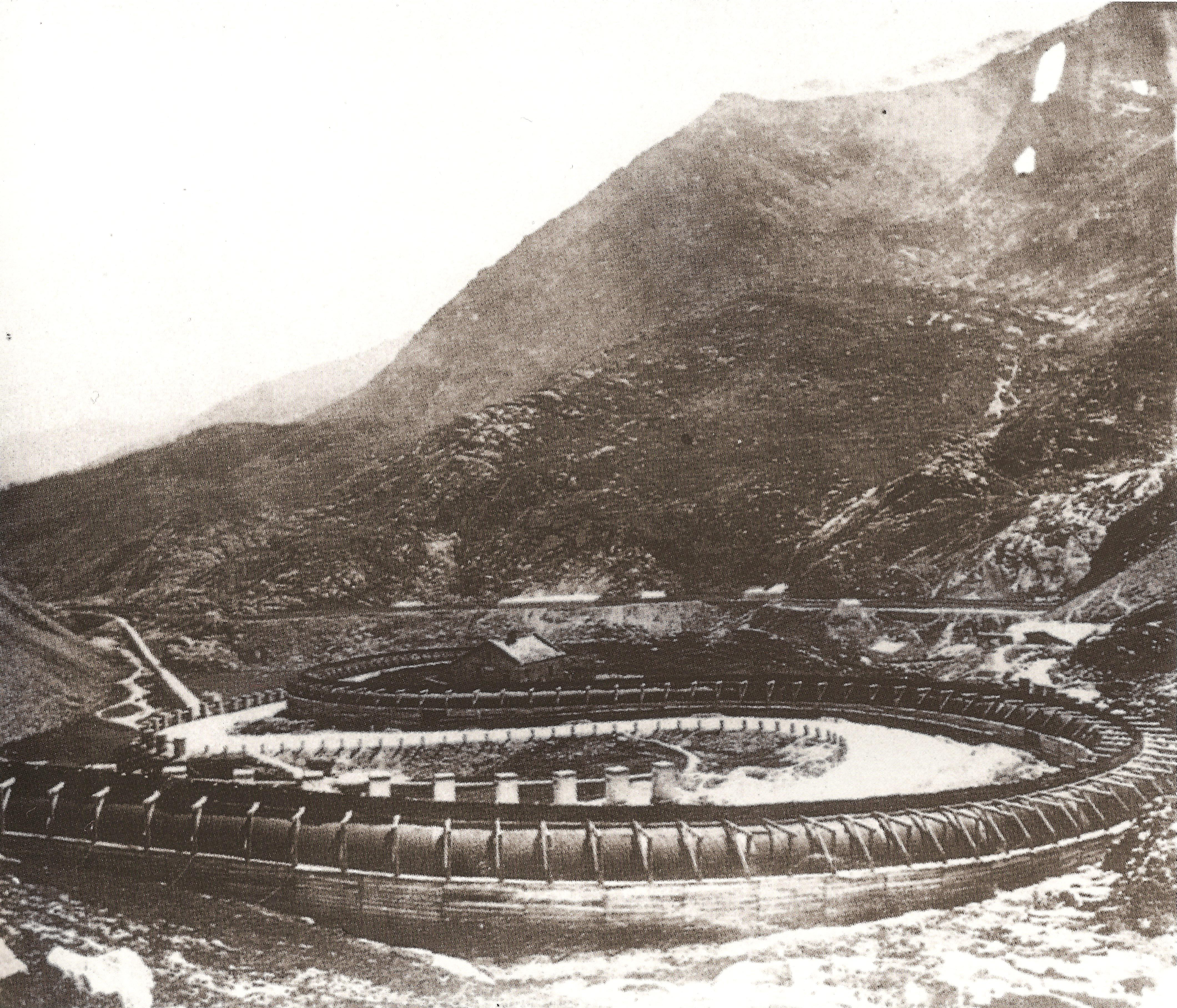
Tratto della ferrovia Fell coperto con lamiera paravalanghe

## Caratteristiche
Per contenere i costi di costruzione si preferì non realizzare viadotti e tunnel, adattando il tracciato della strada statale napoleonica che già valicava il Moncenisio, ma questo rese il percorso particolarmente ripido e tortuoso per un treno. Il binario era posato in sede stradale per quasi l'intero tracciato e, nei tratti con pendenza superiore al 40‰ e nelle curve di raggio inferiore ai 100 m (per complessivi 46 km), era armato con terza rotaia con sistema Fell ad aderenza artificiale, in quanto le rapide pendenze, che in alcuni tratti, raggiungevano l'83‰ non potevano ovviamente essere superate con una ferrovia ad aderenza naturale e vennero pertanto utilizzate locomotive basate sul sistema Fell a terza rotaia centrale; questo accorgimento permise di superare un dislivello di 1588 metri sul versante italiano da Susa al colle e di 1360 metri sul versante francese da San Michele di Moriana (Saint-Michel-de-Maurienne).
Nei tornanti la ferrovia si discostava di alcuni metri dal tracciato stradale per aumentare il raggio di curvatura, tramite passaggi in trincea o brevi gallerie. In alcune zone vi erano brevi tratti in sede propria.
Lungo il tracciato vennero costruite numerose gallerie paravalanghe e antineve. In particolare, per assicurare il transito anche nel periodo invernale il tratto a quota più alta della linea (per circa 8,6 km) era protetto da una galleria artificiale con copertura in lastre di lamiera ondulata a ferro di cavallo, che conferivano alla linea l'aspetto bizzarro di enorme e tortuoso tubo appoggiato sulla montagna.

### Percorso
|  |  |  | Continuation backward |

|  |  | Unknown route-map component "exKBHFa" | End station |  |

| Unknown route-map component "exHST" |

| Unknown route-map component "exWBRÜCKE2" |

| Unknown route-map component "exHST" |

| Unknown route-map component "exWBRÜCKE2" |

| Unknown route-map component "exSTR+GRZq" |

| Unknown route-map component "exWBRÜCKE2" |

| Unknown route-map component "exHST" |

| Unknown route-map component "exWBRÜCKE2" |

| Unknown route-map component "exSTR+GRZq" |

| Unknown route-map component "exHST" |

| Unknown route-map component "exWBRÜCKE2" |

| Unknown route-map component "exHST" |

| Unknown route-map component "exHST" |

| Unknown route-map component "exHST" |

| Unknown route-map component "exWBRÜCKE2" |

| Unknown route-map component "exHST" |

| Unknown route-map component "exWBRÜCKE2" |

| Unknown route-map component "exWBRÜCKE2" |

| Unknown route-map component "exBHF" |

| Unknown route-map component "exHST" |

| Unknown route-map component "exWBRÜCKE2" |

| Unknown route-map component "exBHF" |

| Unknown route-map component "exWBRÜCKE2" |

|  |  | Unknown route-map component "exSTR" | Unknown route-map component "STR+l" | Unknown route-map component "CONTfq" |

|  |  | Unknown route-map component "exKBHFe" | Station on track |  |

|  |  |  | One way leftward | Unknown route-map component "CONTfq" |

Alcune corte gallerie vennero realizzate anche come paravalanghe in punti particolarmente esposti del tracciato.

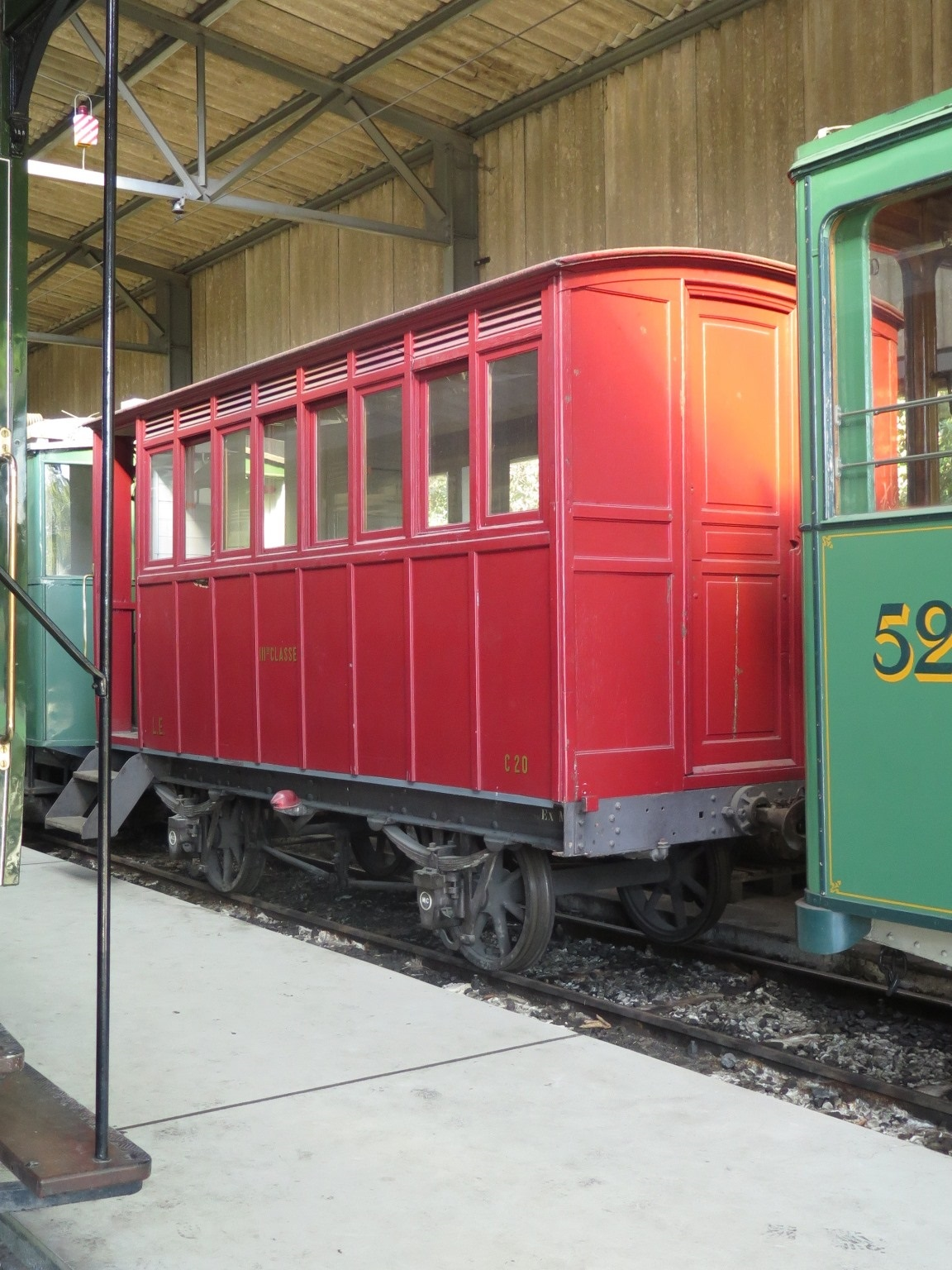
Carrozza passeggeri realizzata per la linea del Moncenisio, conservata dalla Ferrovia Museo Blonay-Chamby in Svizzera dal 2016

Il treno poteva trasportare 48 passeggeri alla velocità di 25 km/h in salita e di 17 km/h in discesa; la durata del tragitto era cinque ore (rispetto alle dodici ore impiegate dalle diligenze) e la linea era percorsa da quattro coppie di treni al giorno, composti da tre vagoni passeggeri da 16 posti ciascuno e da tre vagoni utilizzati per il trasporto merci.
Sul lato piemontese la linea, lasciata Susa, risaliva con tratti in sede propria alternati alla circolazione stradale, servendo le località di Giaglione, Molaretto e Bard, fino a giungere al confine con la Savoia posto presso la Gran Croce. Il percorso ridiscendeva dunque seguendo il tracciato della strada napoleonica.
Le stazioni poste lungo la linea, atte agli incroci, erano Fourneaux, Gran Croce e Lanslebourg, dov'era presente altresì un deposito locomotive analogo a quello di Susa.

## Memoria
Per celebrare il centenario dell'inaugurazione della ferrovia, il comune di Susa murò una targa nel municipio che recita
Il colle del Cenisio attraverso i secoli valicato da eserciti e da romei vide nell' anno 1868 aprirsi al traffico la linea ferroviaria che della tenacia inglese esempio e della società Fell realizzazione valicando per prima le alpi e collegando Susa con St. Michel additava ai popoli dei due versanti alpini che solo progresso e scienza possono dare fratellanza e pace.